# Evropská asociace studentů farmacie
Evropská asociace studentů farmacie (EPSA) je nezisková, nevládní, nepolitická a nenáboženská zastřešující asociace 45 farmaceutických studentských asociací z 37 zemí, zastupujících více než 100 000 studentů po celé Evropě. Motto Evropské asociace studentů farmacie je Bringing Pharmacy, Knowledge and Students Together (V překladu:  Spojujeme farmacii, znalosti a studenty).  Primární úlohou EPSA je prosazovat myšlenky a názory všech evropských farmaceutických studentů za účelem zlepšení vzdělávání, farmaceutické profese a vědy. EPSA sídlí v belgickém Bruselu v kancelářích Farmaceutické skupiny Evropské unie (PGEU). 

## Historie
V létě 1978 pozvala francouzská Národní asociace francouzských studentů farmacie (Association nationale des étudiants en pharmacie de France, ANEPF) skupinu studentů z různých evropských zemí na svůj kongres, který se konal v Nancy. Cílem setkání byla diskuse týkající se připravovaných směrnic EU ohledně uznávání farmaceutických diplomů v rámci Unie a porovnání studijních plánů farmaceutických fakult v různých zemích. Během setkání se ukázalo, že celá záležitost je mnohem složitější, než se předpokládalo, a že výsledky bude obtížné uskutečnit v krátkodobém časovém horizontu. Všichni zúčastnění se však shodli na potřebě diskusí a dohod v této oblasti. Studenti proto navrhli Mezinárodní studentské federaci studentů farmacie (IPSF), aby byl založen evropský podvýbor, který by se těmito záležitostmi zabýval.
K založení evropského podvýboru (ESC) došlo téhož roku na kongresu IPSF v Edinburghu. 
V roce 1982 se ESC stal nezávislou organizací a byl jako Evropský výbor studentů farmacie (EPSC) oficiálně zaregistrován soudním dvorem ve francouzském Illkirchu. Jeho hlavním úkolem byla snaha o dosažení rovnocennosti farmaceutických diplomů, aby byl umožněn volný pohyb farmaceutů v rámci EU.
Současný název asociace EPSA byl přijat deset let po vzniku EPSC na 15. kongresu v Helsinkách v roce 1992. Oficiálně začal být používán po ukončení 16. kongresu v německém  Tübingenu v dubnu 1993.
V roce 2004 došlo v EPSA během 27. kongresu v bulharském Pamporovu k velkým změnám. Motivovala je snaha přivést asociaci blíž k jejím členům. Vznikl Pracovní výbor, který sestával ze zástupců všech členských organizací.

## Struktura

### Valné shromáždění
Valné shromáždění EPSA je nejvyšším orgánem a rozhodovacím orgánem Evropské asociace studentů farmacie. Skládá se z delegátů všech řádných a přidružených členů EPSA, kteří vystupují jménem jejich asociace. Koná se dvakrát ročně – během výročního kongresu EPSA a podzimního shromáždění EPSA. 

### Vedení EPSA
Vedení EPSA  je každoročně voleno Valným shromážděním na výročním kongresu EPSA. Spolupracuje a komunikuje s členskými asociacemi po celý rok. 

#### Exekutiva
Exekutiva EPSA řídí záležitosti v asociaci. Momentálně se EPSA exekutiva skládá z 8 volených členů a jednoho jmenovaného bezprostředně, minulého prezidenta. 
- Prezident (president@epsa-online.org) – jeho hlavní povinností je koordinovat všechny činnosti asociace.
- Viceprezident pro vnitřní záležitosti (Vice President of Internal Affairs, vp.ia@epsa-online.org) – je zodpovědný za udržování interní komunikace v EPSA, komunikuje zejména s jednotlivými sekretariáty
- Generální tajemník (Secretary General, secgen@epsa-online.org) – spravuje všechny dokumenty EPSA
- Pokladník (Treasurer (treasurer@epsa-online.org) — má na starosti finance Evropské asociace studentů farmacie
- Viceprezident pro vzdělávání (Vice President of Education, vp.education@epsa-online.org) – je zodpovědný za vzdělávací projekty a zajišťuje komunikaci ohledně edukačního programu na výročním kongresu a podzimním shromáždění
- Viceprezident pro vztahy s veřejností (Vice President of Public Relations, vp.pr@epsa-online.org) – jeho hlavním úkolem je koordinovat všechny aktivity EPSA týkající propagace a komunikací s veřejností
- Viceprezident pro vnější vztahy (Vice President of External Relations, vp.er@epsa-online.org) – jeho hlavním úkolem je posilovat vztahy mezi studenty farmacie v Evropě, farmaceuty  a studentskými a profesními organizacemi
- Viceprezident pro Evropského zaležitosti (Vice President of European Affairs, vp.ea@epsa-online.org) – má sídlo v Bruselu po celou dobu mandátu a pracuje  na plný úvazek jako stážista v kanceláři PGEU (Farmaceutická skupina Evropské unie) a pro EPSA
- Prezident z minulého volebního období (Immediate Past President, ipp@epsa-online.org) – v rámci exekutivy má  roli poradce

Vedení EPSA se skládá z 30 členů EPSA rozdělených na oddělení: oddělení vnitřních záležitostí, oddělení vzdělávání, oddělení vztahů s veřejností, oddělení vnějších vztahů a oddělení evropských záležitostí. Povinnosti a odpovědnosti každého oddělení jsou vysvětleny na internetových stránkách EPSA.

### Kontaktní osoby
Kontaktní osoby jsou volené nebo jmenované členskými asociacemi a jejich hlavním úkolem je zajišťovat realizaci projektů a činností EPSA na místní úrovni a navazovat spojení mezi exekutivou členských asociací  a EPSA teamem.

### Pracovní skupina Projektu individuální mobility (IMP)
Pracovní skupina koordinátorů IMP pracuje na rozvoji Projektu individuální mobility (IMP) EPSA.

### Platforma obhajování výchovných a profesních záležitostí (EduProf)
EduProf Platform má za úkol zvýšit úroveň hájení názorů studentů členských asociací EPSA. Hlavním cílem je vydávání dokumentů obsahujících veřejná vyjádření členských asociací EPSA k daným tématům. Každá členská asociace je reprezentována dvěma osobami, jež vykonávají funkci reprezentanta platformy a jsou voleni členskými asociacemi EPSA.

### Individuální členství, přátelé asociace a pozorovatelé
Studenti farmacie a čerství absolventi, kteří jsou ze zemích uznaných Radou Evropy a jejichž země není reprezentována členskou asociací EPSA se mohou přihlásit a získat individuální členství do dvou let po promoci.
Další jedinci, asociace, společnosti a strany, kteří chtějí podporovat a být součástí EPSA se mohou přihlásit o status „Přítele asociace“. 

### Členské asociace
EPSA sdružuje řádné členy a přidružené členské asociace, které mohou mít charakter národních asociací a nebo lokálních asociací. Tyto asociace jsou na geografickém území různých zemí Evropy, které jsou Radou Evropy uznány jako nezávislé země. EPSA zastupuje 45 členských asociací. Českou republiku zastupuje Spolek českých studentů farmacie.

### Správní rada
Správní rada se skládá z uznávaných odborníků z různých farmaceutických oborů, kteří pomáhají výkonnému orgánu EPSA svými odbornými znalostmi a kontakty. 

### Čestní členové
Čestné členství je uděleno osobám, které významně a pozitivně ovlivnily chod asociace EPSA.

### Podvýbory a pracovní skupiny
Aktivními podvýbory jsou v současné době: Podvýbor  absolventů a Podvýbor pro PR. První podvýbor se skládá z bývalých členů vedení EPSA, kteří radí současnému vedení. Podvýbor pro PR se skládá z členů EPSA, kteří pomáhají oddělení pro PR s korekturami, návrhy a dalšími úkoly.

## Události

### Výroční kongres
EPSA výroční kongres je největší událostí EPSA kalendáře, kde mají všichni členové asociace EPSA příležitost se setkat a probrat její záležitosti a farmaceutické profese. Obvykle se koná v dubnu. Výroční kongres se skládá ze Vzdělávacího programu (workshopy a tréninky), Sociálního programu a Valné hromady. Lyon, Francie byl vybrán jako hostující město pro příští výroční kongres v roce 2020.

### Podzimní shromáždění
EPSA Podzimní shromáždění je druhou nejdůležitější událostí. Koná se obvykle v říjnu. Cílem tohoto shromáždění je poskytnout příležitost pro EPSA členy přezkoumat půlroční práci asociace a zároveň obnovit motivaci a oddanost EPSA asociaci. Příští shromáždění se koná ve městě Poreč v Chorvatsku v říjnu 2019.

### Letní univerzita
Letní univerzita je třetí hlavní EPSA událostí roku. Obvykle se koná na konci července. Již 21. Letní univerzita se uskuteční v nádherném městě Portorož ve Slovinsku v červenci 2019.

### Výroční recepce
Výroční recepce se koná každý rok, obvykle v únoru, v Bruselu v Belgii, kde se nachází EPSA ústředí. Hlavním cílem této události je prezentace práce a projektů EPSA týmu správní radě, partnerům a jakékoliv instituci, která se zajímá o práci EPSA asociace. 

## Styk s veřejností

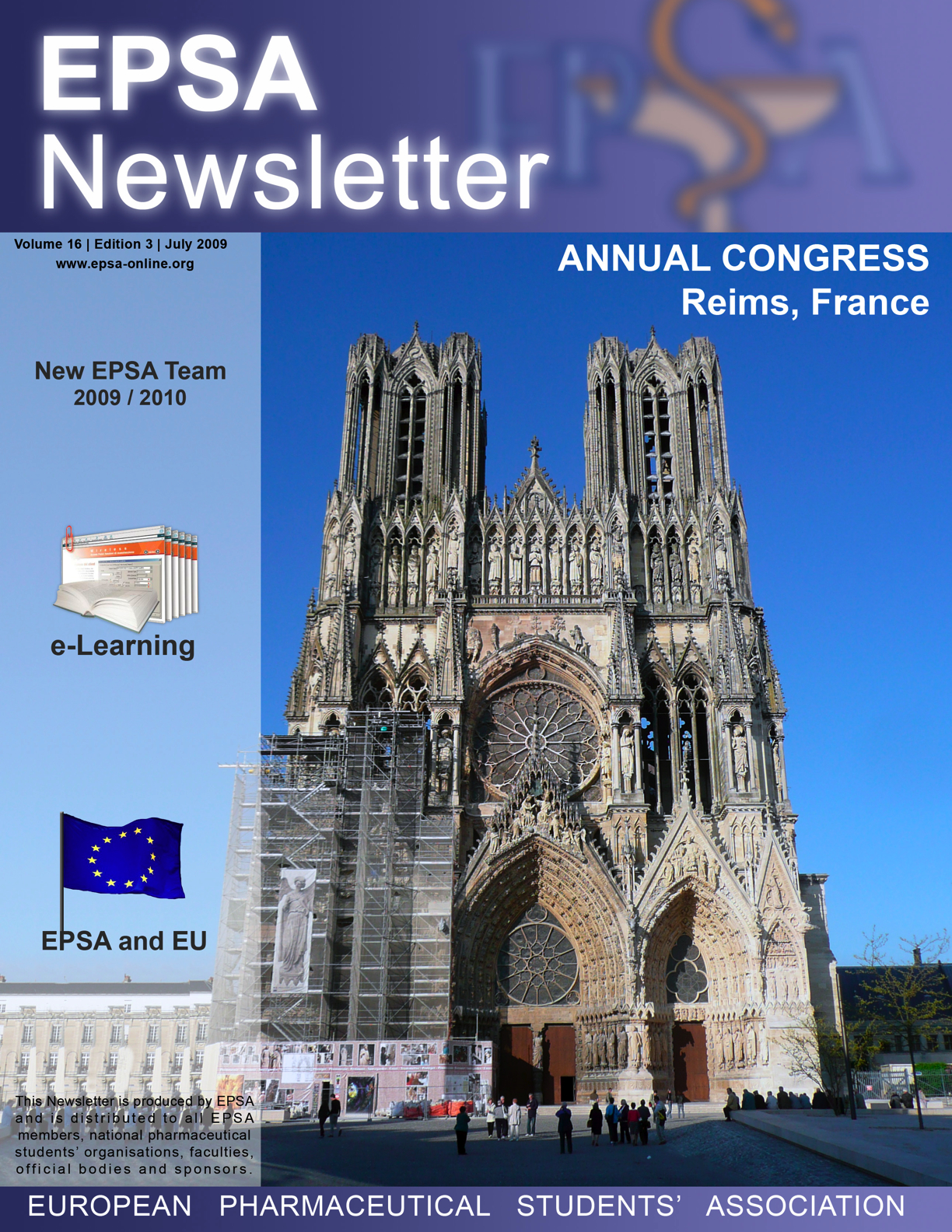
EPSA Newsletter.

### Newsletter
EPSA Newsletter je oficiální EPSA publikací, která obsahuje články od EPSA představitelů, členů a odborníků a jejím cílem je šířit nejnovější vývoj týkající se projektů EPSA a také výměnu znalostí a zkušeností mezi nimi. Je publikován třikrát ročně.

### Monthly Dose
Cílem EPSA Mothly Dose je přinést relevantní a užitečný update EPSA studentům, kteří nejsou zcela seznámeni s asociací. Je publikován každý měsíc EPSA koordinátorem pro publikaci a obsahuje informace o relevantních projektech v EPSA asociaci a jejích členských asociacích, blížících se událostech a nedávno publikovaných článcích na blogu a publikacích. 

### ESSP (EPSA Students' Science Publication)
ESSP sbírá a publikuje abstrakty z vědeckých prací EPSA členů. Všechny abstrakty jsou přezkoumány EUFEPS (European Federation for Pharmaceutical Sciences), takže studenti obdrží feedback od odborníků. Je publikován třikrát ročně. 

### Activity Booklet
Activity Booklet je publikován jednou ročně a obsahuje informace o úspěších z minulého roku.

### Výsledky vzdělávání
EPSA sbírá a publikuje výsledky vzdělávání EPSA událostí a online aktivit jako například webinář.

### EPSA Blog
Je spojen s EPSA webovou stránkou a také s EPSA blogem. Jsou tam články o EPSA aktivitách a o aktivitách jednotlivých členů a z vnějších stran. Jsou publikovány pravidelně. 

### Social Media
EPSA také používá mnoho sociálních sítí jako je Facebook, Twitter, Instagram a EPSA blog aby se přiblížila studentům a poskytla jim nejnovější informace o jejích aktivitách.

### EPSA webová stránka
Oficiální zdroj informací o EPSA asociaci je EPSA webová stránka, kde jsou dostupné informace o všech projektech a aktivitách a taktéž tam můžeme najít všechny publikace.

## Projekty

### EPSA projekty a webinář aktivit
Aby byla EPSA blíže k jejím členům, dvakrát během mandátu jsou organizovány EPSA projekty a webinář aktivit. 

### EPSA události a vzdělávací kalendář
EPSA události a kalendář aktivit je kalendář vzdělávacích příležitostí, který je přístupný evropským farmaceutickým studentům a nedávným absolventům. Je organizován odborníky nebo členy EPSA. Je dostupný na EPSA webové stránce a v LLeaP.

### EPSA Alumni Project
EPSA Alumni project má za cíl propojit současný EPSA tým a jeho členy s těmi staršími za účelem růstu EPSA asociace díky radám a expertizám těchto lidí.
Součástí Alumni Project je taky Alumni víkend, který je organizovaný během EPSA kongresu a Alumni Advisory Board. Vznikl, aby poskytl rady a podporu současnému EPSA týmu.

### Příští generace rozhovorů a příští generace tréninků
Cílem těchto projektů je prezentovat práci EPSA týmu zainteresovaným EPSA členům. Rozhovory se konají online a to zhruba měsíc před výročním kongresem, zatímco trénink se koná o víkendu, který předchází výročnímu kongresu.

### Platforma celoživotního vzdělávání (LLeaP)
EPSA platforma celoživotního vzdělávání (LLeaP) poskytuje farmaceutickým studentům, kteří jsou aktivně zapojení v odborných a vzdělávacích aktivitách, příležitost získat hmotný kredit pro tyto aktivity. Také představuje, v brzkém stádiu rozvoje těchto budoucích zdravotnických odborníků, důležité principy celoživotního vzdělávání, stejně jako vytváří důležitost dokumentování odborných aktivit a jejich propagaci mezi studenty přes platformu.

### Metodologická brožura
Brožura je sbírkou názorů evropských farmaceutických studentů na evropské farmaceutické vzdělání. Brožura a doplňkové aktivity jsou aktualizovány každých pět let. Obě jsou (na evropské a národní úrovni) organizovány po celou dobu průběhu mandátů.

### Webináře a online diskuzní fóra
Webináře jsou prezentovány odborníky na specifická témata, následovány Q&A sezením. Online diskuzní fóra jsou interaktivními aktivitami s cílem nasbírat názory EPSA členů na různá relevantní témata a povzbudit je ve vedení dialogu. 

### Public Health a Social Services
Public health kampaně jsou uskutečňovány EPSA členskou asociací přes sociální média na národní úrovni. Rozdílné social services aktivity, jako je humanitární běh a clothes drives, jsou organizovány po celou dobu délky mandátů v EPSA událostech.

### EPSA vědecký den
Vědecký den se koná během EPSA výročního kongresu. Hlavním cílem je prezentovat všem EPSA AC účastníkům práci, která se rozvíjí díky jejich studentským kolegům, kteří provádí výzkum na jejich fakultách nebo dělají MSc/PhD. Jsou organizovány konference a ústní prezentace.

### EPSA Science! Monthly
The EPSA Science! Monthly se každý měsíc týká specifického tématu. Šest rozdílných farmaceutických článků je prezentováno jednou měsíčně na EPSA webových stránkách a sociálních médiích. 

### Vědecké exkurze
Vědecké exkurze dovolí studentům, kteří se zajímají o vědu, kontakt s odborným světem. Jsou organizovány během EPSA událostí a lokálně členy EPSA asociace.

### Vědecký blog
Vědecký blog je interaktivní platforma, která má za cíl přiblížit vědu k EPSA členům. Jsou publikovány články a různé výzvy na rozdílná témata.

### EPSA tréninkový projekt
Trénink je neformální vzdělávání. Účastníci se vlastně baví během vzdělávacích aktivit, které zajistí dobrý přístup k celoživotnímu vzdělávání a seberozvoji. Tréninky mohou být nalezeny v EPSA událostech, ale také je možné pozvat EPSA trenéry do tvého města!

### Social Media soutěže
PR oddělení organizuje různé soutěže přes sociální média po celou dobu mandátu a všichni členové EPSA asociace se jich mohou zúčastnit.  

### Individual Mobility Project
EPSA Individual Mobility Project (IMP) je dlouhodobý projekt, který dává příležitost farmaceutickým studentům, hlavně těm, kteří jsou ve vyšších ročnících a nedávným absolventům ze všech evropských zemích (kteří jsou členové EPSA), získat doplňkovou zkušenost ze skutečného pracovního života a to hlavně na poli výzkumu a průmyslu. 

### TWINNET
TWINNET je koncept, který byl vytvořen ke zlepšení spolupráce mezi členy EPSA asociace. 

### Studentský průvodce
Studentský průvodce je platforma, která nabízí informace farmaceutickým studentům o Erasmu a také o studiu a bydlení v různých evropských městech. 

### EPSA Humanitarian Mobility Project
The EPSA Humanitarian Mobility Project má za cíl kombinovat mobilitu a humanitární aktivity. EPSA členové cestují na specifická místa a pomáhají těm, kteří jsou v nouzi skrz různé aktivity. 

### EPSA Mentoring Project
Tento projekt má za cíl vytvořit vazbu mezi současnými odborníky a studenty za účelem poskytnutí kariérních rad z mezinárodního pohledu rozvoje.

### Career Page
Career Page poskytuje informace o možnostech zaměstnání pro farmaceuty. Je dostupná na EPSA webových stránkách a v LLeaP

### Chat s odborníky
Chat s odborníky je aktivita, která umožňuje kontakt mezi studenty/nedávnými absolventy a odborníky. Může být organizován online na EPSA událostech. 

### Career Week
Career Week je týden plný online aktivit spojený k odborným rozvojem. 

### Career Fair
Career Fairs je organizovány na EPSA událostech. EPSA a RC partneři si navzájem prezentují krátké prezentace. Další interaktivní aktivity jsou taktéž organizovány.